# Far side
Far side is een livealbum van Roscoe Mitchell met zijn begeleidingsband The Note Factory. Het bevat vier nummers die deze freejazzband speelde tijdens het concert in de Stadtsaal te Burghausen op 17 maart 2007. De muziek heeft veel weg van de muziek van Composition / Improvisation, een album van hun, dat rond die tijd werd uitgebracht, maar al in 2004 was opgenomen. Alleen is hier de jazz nadrukkelijker aanwezig.

## Musici
- Roscoe Mitchell – saxofoons, dwarsfluit
- Corey Wilkes – trompet, flugelhorn
- Craig Taborn, Vijay Iyer – piano
- Jaribu Shahid – contrabas
- Harrison Bankhead – contrabas, cello
- Tani Tabbal, Vincent Davis – slagwerk

## Muziek
Alle van Mitchell

| Nr. | Titel                    | Duur  |
| --- | ------------------------ | ----- |
| 1.  | Far side/Cards/ Far side | 30:56 |
| 2.  | Quintet 2007 a for eight | 9:56  |
| 3.  | Trio tour for eight      | 12:37 |
| 4.  | Ex flover five           | 12:24 |